# Empathy (software)
Empathy è un client di messaggistica istantanea che gestisce chat, voce, video, trasferimento di file attraverso vari protocolli: Google Talk (protocollo Jabber/XMPP), MSN, IRC, Salut, AOL Instant Messenger, Facebook, Yahoo!, Gadu-Gadu, Groupwise, ICQ e QQ (i protocolli supportati dipendono dai quali componenti di Telepathy sono installati); File transfer per XMPP e reti locali; chiamate in voce e video attraverso i protocolli SIP, XMPP, Google Talk e MSN.
Empathy fornisce anche una collezione di GUI widgets per la creazione di client di IM per GNOME. È stato scritto come una estensione per il framework Telepathy, per collegare diverse reti di instant messaging ad un'unica interfaccia grafica.
Empathy è stato incluso in GNOME dalla versione 2.24 ed ha rimpiazzato Pidgin su Ubuntu dalla versione 9.10 e su OpenSUSE dalla versione 11.3.
A partire dalla versione 3.12.14 lo sviluppo è stato cessato.